# Textning

Ett exempel på hur textremsor kan vara formaterade.

Textning är inom film, video och TV-program skapandet och formateringen av textremsor på bild, vanligen neråt på eller under bilden, så kallade undertexter, som kompletterar film, video och TV-program för att antingen översätta vad som sägs på ett främmande språk eller för att hjälpa hörselskadade att följa med i dialog och ljudeffekter. Textning används ibland även för att förtydliga vad som sägs när personer med bred dialekt talar eller när det är mycket oljud som stör dialogen.
Textning kan också användas i samband med teater- eller operaföreställningar.

## Öppen text
När undertexten är inkopierad i den färdiga bilden och är synlig för alla som tittar, kallas detta öppen text (även inbränd, inbäddad eller inkopierad). Texten är en del av bilden och går inte att ta bort. Detta sätt att lägga in undertexter används främst i analoga TV-sändningar samt för video på videoband. Efter digitalisering är den inbrända texten inte direkt sökbar, utan måste först tolkas med ett OCR-verktyg. Öppen text används huvudsakligen för översättningstextning.

### Textning av biograffilm

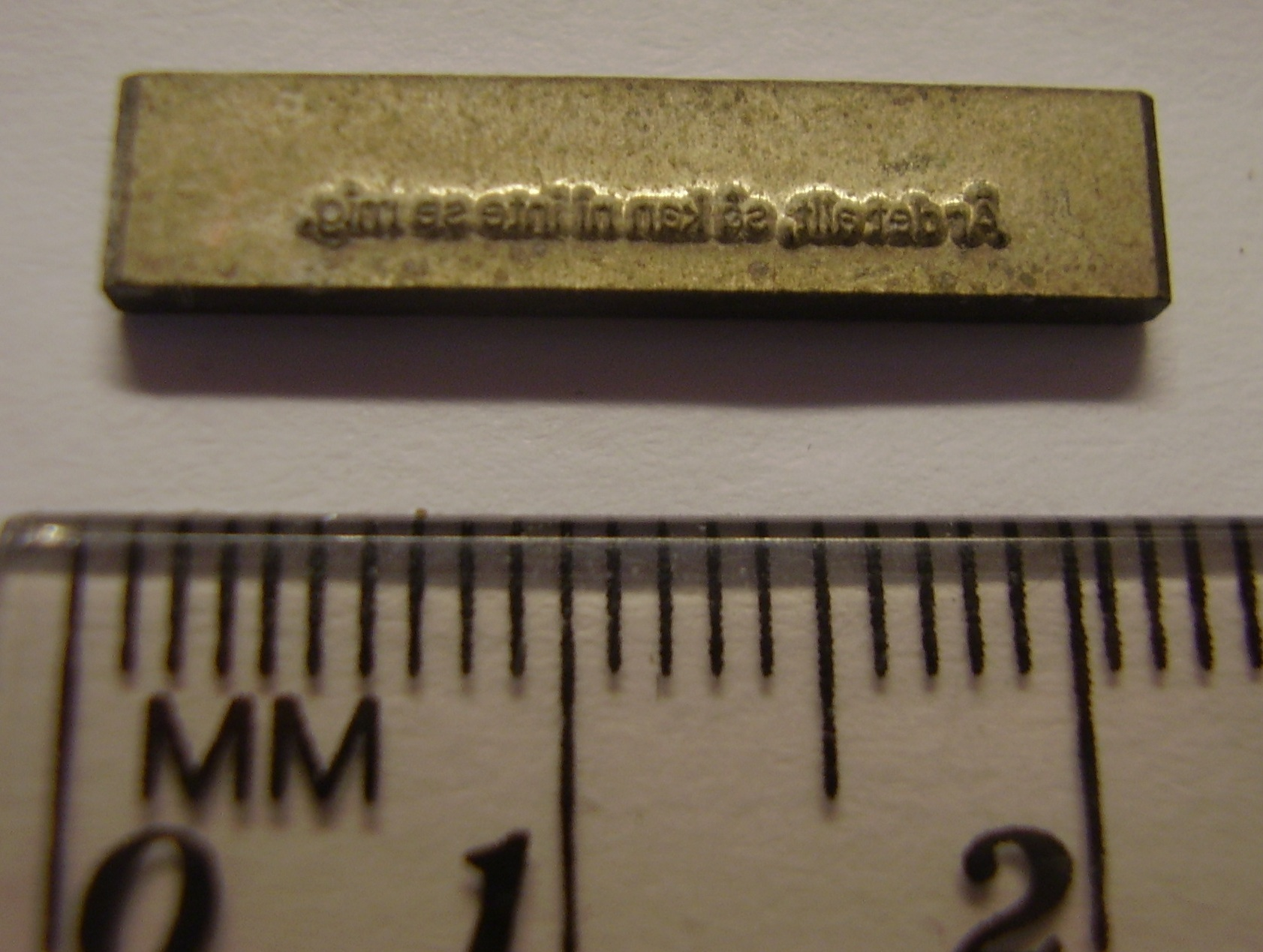
Textningskliché till 35 mm biograffilm. Observera att texten är spegelvänd.

Sedan 2012 är nästan all biograffilm digital i Sverige. Textning av digital biograffilm sker genom att en textfil läggs in i den digitala filmkopian, DCP:n. Texten genereras sedan av projektorn vid visningen och texterna styrs av tidkod. Vid textning av 35-millimetersfilm för biografvisning bränns texten oftast in i filmkopian med laser (inbränd text), men det förekommer även att man textar negativet som ligger till grund för alla efterföljande kopior ("overlay"). Innan lasertekniken slog igenom, användes en helt mekanisk metod för textning av biograffilm, s.k. kemisk textning. Varje enskild textrad göts till en kliché, en- eller tvåradig (se bild). Hela filmkopian överdrogs sedan med en vaxliknande hinna. Därefter stämplades varje enskild filmruta med den för rutan aktuella textklichén, så att vaxhinnan pressades undan där texten skulle vara. Därefter kördes filmkopian genom ett syrabad som frätte bort emulsionen där vax saknades, med resultatet att vita bokstäver framträdde i filmen. Därefter avlägsnades överskottsvaxet. Metoden var den vanligaste ända in till slutet av 1990-talet.

## Dold text
När undertexten är valbar, d.v.s. ligger skild från bild och ljud, till exempel på en text-TV-sida eller i en separat dataström som visas samtidigt som filmen eller TV-programmet, kallas den dold text. Dold text används huvudsakligen vid textning för tittare med hörselnedsättning, s.k. sammaspråkstextning, men används även för översättningstextning på flera språk samtidigt. Dold text är alltid digital och därför sökbar. Den kan inte förekomma vid helt analog återgivning, som 35-millimetersfilm eller i TV innan text-TV infördes. Detta sätt att sända eller visa undertexter har fördelen att man kan sända filmer eller program på flera olika språk samtidigt. En annan fördel är att man kan använda samma film- eller bandkopia för visning i olika länder eller språkområden. Metoden tilltalar också de som vill kunna se programmet utan text. Vid digital biograffilm, strömmad video och dvd/bluray håller texten grafiskt samma kvalitet som traditionell öppen text. Vid teletext finns begränsningar i den grafiska utformningen och den tekniska precisionen. Dessutom finns begränsningar i radlängd som gör att översättningar blir sämre.

### Textning av teater eller opera
Vid textning av teater- eller operaföreställningar visas texten på något lämpligt sätt i anslutning till scenografin. Man använder då antingen en display eller så projiceras texten på ett lämpligt sätt i scenografin. Vid denna typ av textning krävs att en texttryckare följer föreställningen och matar fram rätt replik manuellt, detta eftersom tempot i en föreställning varierar från gång till gång. Normalt finns alla repliker inskrivna i förväg, men det är också möjligt att i begränsad utsträckning manuellt mata in texten samtidigt som den framförs på scenen.Vid teater och opera använder man sig av någon typ av handhållen terminal där texten visas. I äldre lösningar, specialtillverkade terminaler, i moderna lösningar använder man sig av smarta telefoner. Tillgången till smarta telefoner gör att användarna kan använda sina egna, istället för att låna på teatern,  och endast behöver ladda ner en app för att kunna visa texten. Överföringen av texten görs via ett trådlöst nät som finns i salongen. 

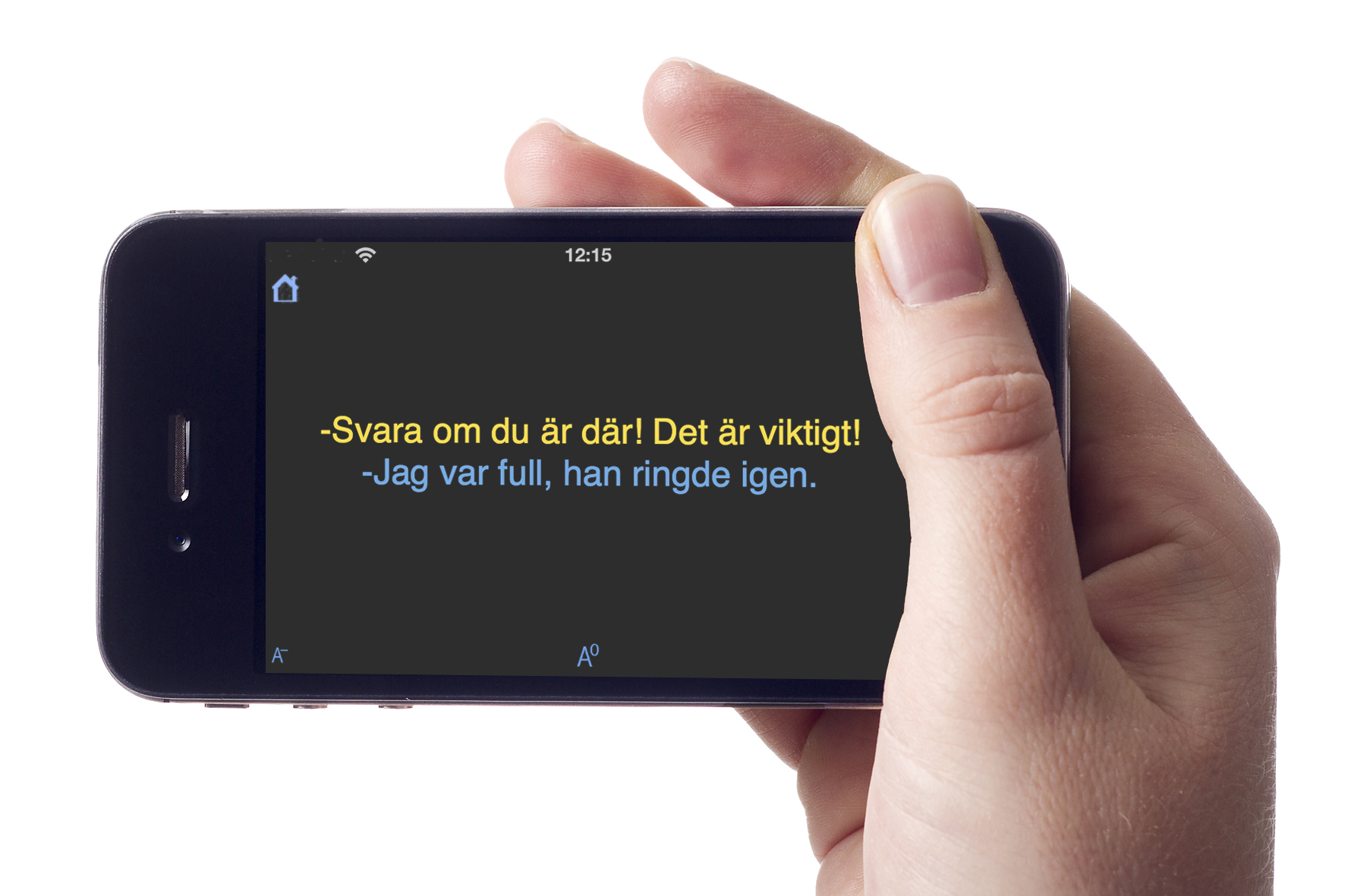
Exempel på textning på smart telefon. I detta fall är texten färgsatt för att hjälpa döva att skilja på olika aktörer

Lösningar av den här typen möjliggör också att en teater kan erbjuda textning på flera språk samtidigt. Användaren kan då själv välja språk. 

## Textningskonventioner
Textningskonventioner skiljer sig mellan olika länder och språkområden, främst vad gäller liggtider (den tid då texten syns i bild). I Skandinavien har public service-bolagen i samarbete med tittarorganisationer länge arbetat för att hitta normer för liggtider baserade på läshastighet. Man har därför inriktat sig på att så elegant som möjligt redigera undertextningen så att publiken både hinner läsa textremsorna och titta på filmen eller TV-programmet. I länder med svagare undertextningstradition finns en ängslighet beträffande redigering; där är uppfattningen den att allt måste översättas för att publiken inte ska gå miste om något. Men i själva verket tyder allt på att publiken i sådana fall missar själva filmen, eftersom blicken hela tiden måste "jaga" de snabbt växlande textremsorna för att inte missa något. Några grundregler (konventioner) finns när det gäller öppen textning:
- Kursiv text används när en röst hörs från en plats som inte är i bild, om rösten till exempel är en berättarröst, om det som visas är en återblick, om rösten hörs över telefon eller radio eller om den tillhör en granne som ropar från andra sidan väggen.
- Om två personer talar i samma textblock används talstreck, även kallat pratminus, omgivet av blanksteg för att skilja talarna åt.
- För att hjälpa personer med nedsatt hörsel att enklare förstå till vem en viss replik hör, kan man färgsätta replikerna och använda olika färger för de olika aktörerna.
- Text som skall sändas som text-TV-text kan maximalt innehålla 37 tecken per rad.

## Textning av direktsändningar
Direktsända tv-program textas i Sverige genom skrivning med det "vanliga", s.k. qwerty-tangentbordet eller veybord-tangentbordet, som är specialutvecklat för snabb skrivning. I vissa andra länder, t.ex. Storbritannien och Belgien, används återtal, som innebär att en s.k. återtalare upprepar det just sagda i tv-programmet på ett tydligt sätt för en taligenkänningsmaskin som omvandlar talet till text.

## Textning som yrke i Sverige
Undertextare producerar Sveriges mest lästa översättningar. Att översätta och texta 15 minuter tar ungefär en arbetsdag. De flesta undertextare får betalt per minut översatt tv eller film och underleverantörerna räknar med att undertextarna översätter mellan 22 och 40 minuter per dag, beroende på hur kvalificerat materialet är. De frilansande översättarna uppskattar själva att de kan leverera mellan 15 och 20 minuter per dag.

## Textning som hobby
Fansubs kallas de undertextningar av filmer och TV-serier som utförs av amatörer utan vinstintresse. Manus kan skyddas av upphovsrätten. Därför kan det vara olagligt att översätta undertexter, både för privat bruk och till allmänheten.